# Maia Tsjiboerdanidze
Maia (Maja) Tsjiboerdanidze (Georgisch: მაია ჩიბურდანიძე) (Koetaisi, 17 januari 1961) is een Georgisch schaakster. Sinds 1984 is ze grootmeester. Tsjiboerdanidze werd vijf keer achter elkaar wereldkampioen en was daarmee na Nona Gaprindasjvili de succesvolste Georgische schaakster.

## Schaakcarrière

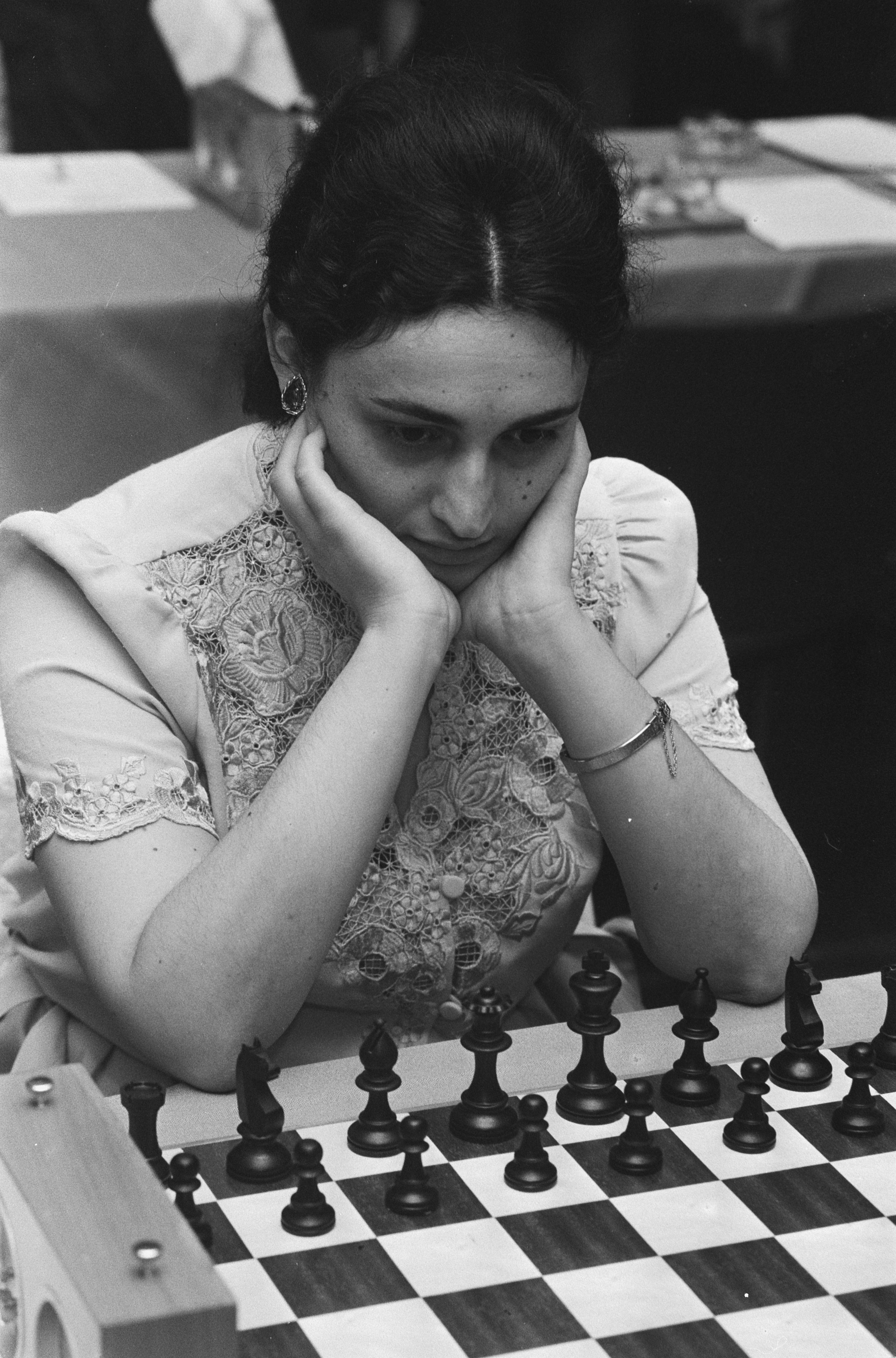
Tsjiboerdanidze tijdens het OHRA-schaaktoernooi in 1986.

In 1977 werd Tsjiboerdanidze vrouwenkampioen van de Sovjet-Unie en in 1978 werd ze erkend als schaakmeester. Haar spelstijl wordt omschreven als solide en agressief. 

### Werelddominantie
Tsjiboerdanidze werd in 1978 wereldkampioen bij de vrouwen door Nona Gaprindasjvili met 8½-6½ te verslaan, waarmee Gaprindasjvili's dominantie op het wereldtoneel na 16 jaar ten einde kwam.
Ze prolongeerde haar wereldtitel meerdere keren met succes, in 1981 tegen Nana Aleksandria (8-8), in 1984 tegen Irina Levitina (8-5), in 1986 tegen Jelena Achmilovskaja (8½-5½) en in 1988 tegen Nana Ioseliani (8½-7½). In 1991 raakte ze de titel kwijt aan Xie Jun, waar ze met 6½-8½ van verloor. Hiermee kwam een einde aan drie decennia Georgische hegemonie in het vrouwenschaken. In 1994 won Tsjiboerdanidze samen met Susan Polgar het kandidatentoernooi en werd vervolgens in de kandidatenmatch door haar weggespeeld (1½-5½).
Tsjiboerdanidze deed in de periode 1978 tot 2008 in totaal dertien keer mee aan de Schaakolympiade, warvan ze negen keer met haar team de gouden medaille won. Ze is daarmee na Gaprindasjvili de succesvolste schaakster in de Schaakolympiade.
Buiten het vrouwenschaak zijn haar voornaamste wapenfeiten een eerste plaats in Banja Luka 1985, en een derde plaats in Bilbao 1987, na Anatoli Karpov en Ulf Andersson.

### Na 2000

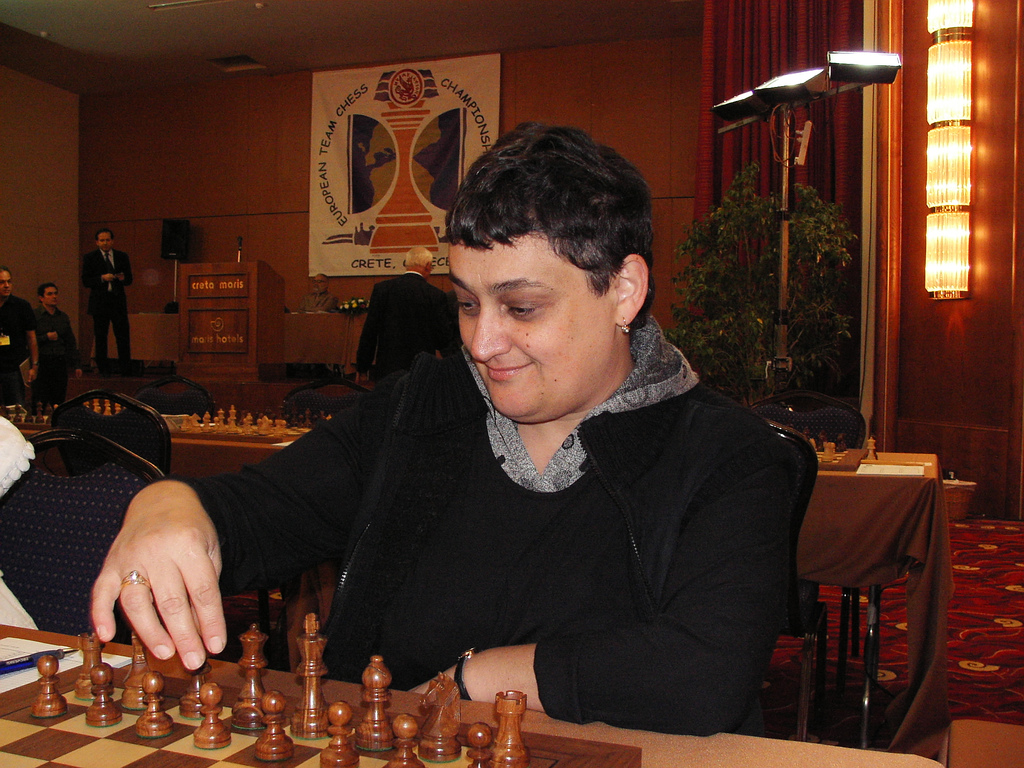
Maia Tsjiboerdanidze in 2007.

Sinds 2000 wordt het wereldkampioenschap voor vrouwen verspeeld in de vorm van een knock-outtoernooi. Dit formaat lijkt Tsjiboerdanidze goed te liggen. In 2001 bereikte ze de halve finale, net als in 2004. In 2006 bracht ze het tot de kwartfinale. 
Een aantal resultaten sinds 2002 van Tsjiboerdanidze:
- In 2002 deed ze mee aan de Schaakolympiade te Bled waar Rusland op de tweede plaats eindigde. Hier won ze van Zhaoqin Peng. China werd eerste.
- In de North Urals Cup 2004, en sterk bezet vrouwentoernooi eindigde ze op de tweede plaats. Het toernooi werd gewonnen door Almira Skripchenko terwijl Jekaterina Kovalevskaja op de derde plaats eindigde.
- In de North Urals Cup 2005 werd ze met 4 punten zevende.
- In de North Urals Cup 2005 eindigde ze met 5 punten op de gedeelde 4e tot 6e plaats